# Musa cheesmanii
Musa cheesmanii är en enhjärtbladig växtart som beskrevs av N.W.Simmonds. Musa cheesmanii ingår i släktet bananer, och familjen bananväxter.
Artens utbredningsområde är Assam (Indien). Inga underarter finns listade i Catalogue of Life.